# Etelryk z Bernicji
Etelryk z Bernicji (Æthelric, Aethelric, Eðilric, Æðelric; zm. 572) - władca średniowiecznego anglosaskiego królestwa Bernicji.
Według Kroniki anglosaskiej, Etelryk był jednym z synów Idy, pierwszego znanego władcy Bernicji. Z kolei Nenniusz w swojej Historii Brittonum zapisał, że ojcem Etelryka był Adda. Jego panowanie datowane jest na okres 568 - 572, datowanie to jest jednak umowne i są przesłanki, by przypuszczać, iż rządził przynajmniej jakiś czas wspólnie z braćmi Addą i Teodorykiem (być może każdy z nich rządził w innej części Bernicji).
Etelryk był ojcem Etelfryda, który jako pierwszy połączył Bernicję i Deirę pod jednymi rządami, oraz Theobalda, który zginął w bitwie z Aidanem, władcą szkockiego królestwa Dalriady, co zrelacjonował Beda Czcigodny w Historia ecclesiastica gentis Anglorum.